# Marlon Palharini
Marlon Palharini Gonzalez (Jandaia do Sul, Brasil, 3 de febrero de 1984) es un jugador de voleibol masculino. Posee doble nacionalidad, brasileña de nacimiento y española de origen familiar.
Con 1,94 m de altura juega de atacante-receptor. 156 veces internacional con el equipo nacional masculino de España, entre las cuales formó parte del equipo que militó el Campeonato Mundial 2010 de la FIVB de Voleibol masculino en Italia.
Una de sus principales virtudes son su potencia de salto y velocidad de ataque. Actualmente bajo los colores de Chênois Volleyball de la ciudad de Ginebra en Suiza.

## Clubes
| Club                      | Liga                           | Temporada |
| ------------------------- | ------------------------------ | --------- |
| Arona Playa las Americas  | Superliga España               | 2003-2004 |
| Club Voleibol 7 islas     | Superliga España               | 2004-2005 |
| Club Voleibol 7 islas     | Superliga España               | 2005-2006 |
| Pallavolo Loretto         | A2 Italia                      | 2006-2007 |
| Club Voleibol Almoradí    | Superliga España               | 2007-2008 |
| Club Voleibol Vigo        | Superliga España               | 2008-2009 |
| F. C. Barcelona           | Superliga España               | 2009-2010 |
| Numancia Volley           | Superliga España               | 2010-2011 |
| Precura Antwerpen         | A1 Belgica                     | 2011-2012 |
| Precura Antwerpen         | A1 Belgica                     | 2012-2013 |
| ASON Voley                | ProB Francia                   | 2013-2014 |
| Al Wakrah                 | Catar - HH Emir Volleyball Cup | 2014      |
| Emeve Lugo                | Superliga España               | 2014      |
| Chênois Genève Volleyball | LNA Suisse                     | 2014-2015 |
| Chênois Genève Volleyball | LNA Suisse                     | 2015-2016 |
| Chênois Genève Volleyball | LNA Suisse                     | 2016-2017 |